# Rivière Kazabazua
Pour les articles homonymes, voir Kazabazua (homonymie).
La rivière Kazabazua est un affluent de la rivière Gatineau. Ce cours d'eau traverse la municipalité de Kazabazua, dans la municipalité régionale de comté (MRC) de La Vallée-de-la-Gatineau, dans la région administrative de l'Outaouais, au Québec, au Canada.
Entre le lac de tête et l'embouchure, la dénivellation est de seulement 122 m. Depuis la deuxième moitié du XIXe siècle, la foresterie a été l'activité économique prédominante du secteur. Au XIXe siècle, les activités récréotouristiques ont été mises en valeur, notamment la villégiature autour des lacs qui sont plus près de la rivière Gatineau.
La surface des plans d'eau du secteur est généralement gelée de la mi-novembre à la fin avril. Néanmoins, la période de circulation sécuritaire sur la glace des plans d'eau est habituellement de la mi-décembre à la fin mars.

## Géographie
Les bassins versants voisins de la rivière Kazabazua sont :
- côté nord : lac Danford, rivière Picanoc, ruisseau Grove (et le lac des Cinq Milles), rivière Brown ;
- côté sud : Rivière Bélinge, rivière Quyon ;
- côté est : rivière Gatineau ;
- côté ouest : lac à la Loutre, Picanoc.

Le lac Rogers constitue le plan d'eau de tête de la rivière Kazabazua. Ce lac est situé au sud de la route 301, à 8,3 km à l'est du lac à la Loutre et à 1,7 km à l'est du hameau Lauréat et à 2,6 km au nord-ouest du lac Grove lequel constitue la tête ruisseau Grove qui coule vers le nord jusqu'au lac des Cinq Milles. Long de 0,7 km et large de 0,5 km, le lac à Roger reçoit les eaux de deux petits lacs en amont.
Les montagnes autour atteignent 337 m au nord-est, 332 m à l'est, 349 m au sud-est et 289 m à l'ouest.
Parcours de la rivière Kazabazua en aval du lac Rogers (segment de 18,2 km)
Le lac Rogers se décharge vers l'ouest dans la rivière Kazabazua qui coule sur :
- 0,8 km vers l'ouest jusqu'à un petit lac (altitude : 257 m) comportant une zone de marais ;
- 4,6 km vers le sud vers le sud en parallèle (côté est) au lac à la Loutre, jusqu'à un ruisseau (venant de l'est) ;
- 1,0 km vers le sud-ouest jusqu'à un petit ruisseau (venant de l'ouest) ;
- 5,3 km (ou 4,6 km en ligne directe) vers le sud-est jusqu'à la décharge (venant du nord) du lac Elsie (altitude : 209 m) ;
- 3,0 km vers le sud jusqu'à la décharge (venant du sud-ouest) de trois petits lacs, situés à l'est du hameau Schwartz ;
- 1,1 km vers l'est jusqu'à la décharge (venant du nord) du lac Simpson (altitude : 212 m) ;
- 2,4 km (ou 1,7 km en ligne droite) vers l'est en recueillant la décharge (venant du sud) d'un petit lac (altitude : 208 m), et formant plusieurs serpentins jusqu'à la décharge du lac Janet (altitude : 221 m).

Parcours de la rivière Kazabazua en aval de la décharge du lac Janet (segment de 23,7 km)
À partir de la décharge du lac Janet, la rivière Kazabozua descend sur :
- 3,4 km vers l'est jusqu'à l'embouchure d'un petit lac sans nom (altitude : 195 m ; environ 220 m de long) ;
- 0,8 km vers l'est, jusqu'à la décharge (venant du sud) des lacs McCrank (altitude : 241 m) comportant une zone de marais, lac Cloak (altitude : 256 m) et quatre autres petits lacs ;
- 1,2 km vers le nord-est, le nord, puis courbe vers l'ouest, jusqu'à la décharge du lac Mark (altitude : 227 m) ;
- 1,6 km vers le nord-est jusqu'au ruisseau O'Brien, drainant les eaux du lac O'Brien (altitude : 213 m), Tuffet (altitude : 213 m), Copeland (altitude : 208 m), Greenbay (altitude : 210 m), "du Rang" (altitude : 207 m) ;
- 9,0 km vers le nord-est, jusqu'au ruisseau à Trowse (venant du sud) lequel draine les eaux des lacs Kent (altitude : 208 m), Robert, Pack (altitude : 208 m), "de la Roche" (altitude : 208 m) et "à la Truite" ;
- 1,0 km vers le nord, jusqu'à la décharge du lac Presley (altitude : 204 m), des Marais Presley et du lac Red Pine (altitude : 206 m) ;
- 0,7 km vers le nord, jusqu'au ruisseau Starrs, drainant les eaux lac Starrs (altitude : 191 m) et les marais voisins ;
- 6,0 km vers le nord-est, jusqu'au ruisseau de l'École (venant du nord) qui traverse le hameau Danford Lake et qui draine les eaux du lac MacCarthy (altitude : 190 m).

Parcours de la rivière en aval du hameau Danford Lake (segment de 20,4 km)
À partir du hameau Danford Lake, la rivière Kazabozua coule sur :
- 3,9 km (ou 3,0 km en ligne directe) vers l'est, jusqu'à la décharge du lac Shea (altitude : 182 m) et du Petit lac Shea (altitude : 183 m). Ces deux lacs sont situés au sud du lac Danford (altitude : 177 m), du lac McConnell (altitude : 179 m) et du Petit lac Danford (altitude : 178 m) ; la villégiature est très développée autour de ces plans d'eau ;
- 6,3 km vers l'est, formant plusieurs serpentins, en traversant la plaine de Kazabazua, jusqu'au ruisseau Nixon (venant du sud) ;
- 5,4 km vers l'est, en passant au sud du hameau Kazabazua Station, jusqu'à la décharge (venant du sud) du lac Bully (altitude : 180 m) ;
- 4,8 km vers l'est, en passant au sud du village de Kazabazua, jusqu'à la rive ouest d'une baie de  la rivière Gatineau (altitude : 138 m), qui s'avance en zigzaguant vers l'ouest sur 4,4 km.

## Toponymie
Ce nom figure dans le Dictionnaire des rivières et des lacs publié en 1925. D'origine amérindienne, plus particulièrement de la nation algonquine, ce toponyme signifie rivière souterraine : kachibadjiwan, de kach, « caché » et djiwan, « courant ».
Le toponyme rivière Kazabazua a été officialisé le 5 décembre 1968 à la Banque des noms de lieux de la Commission de toponymie du Québec.